# Yan Chen
Yan Chen (* 11. Juli 1966) ist eine chinesisch-US-amerikanische Wirtschaftswissenschaftlerin mit Schwerpunkten im Bereich der Verhaltens- und Informationsökonomik und Hochschullehrerin.

## Werdegang, Forschung und Lehre
Chen studierte zunächst bis 1988 Englische Sprache an der Tsinghua-Universität, im Anschluss wurde ihr Interesse während ihrer Tätigkeit als Übersetzerin an Wirtschaftswissenschaft geweckt. Daraufhin wechselte sie an das California Institute of Technology, wo sie 1995 mit einem Ph.D. in Sozialwissenschaften mit Schwerpunkt Ökonomie abschloss. Bereits ab 1994 gehörte sie dem akademischen Personal der University of Michigan als Assistant Professor an. 2002 stieg sie zum Associate Professor an der School of Information der Hochschule auf, 2008 wurde sie dort zur ordentlichen Professorin berufen. Ab 2015 besetzte sie den nach Daniel Kahneman benannten Lehrstuhl an der Universität, bereits seit 2014 ist sie Gastdozentin an ihrer Alma Mater Tsinghua-Universität. Zudem visitierte sie an der Stanford University, University of California, Berkeley und der Rheinischen Friedrich-Wilhelms-Universität Bonn.
Chens Arbeitsschwerpunkte liegen insbesondere im Bereich der Verhaltens- und Informationsökonomik, dabei wendet sie insbesondere Methoden der experimentellen Ökonomik an. Sie ist Mitherausgeberin verschiedener Periodika wie Experimental Economics (seit 2004), Management Science (seit 2009) und dem Journal of the Economic Science Association (seit 2015). Zudem berät sie die Herausgeber der Zeitschrift Games and Economic Behavior, bei der sie bei Spezialausgaben zu einzelnen Themen als Ko-Herausgeberin fungierte. Zwischen 2015 und 2017 präsidierte sie die Economic Science Association.
2019 wurde sie mit dem Carolyn Shaw Bell Award ausgezeichnet.